# Sendhil Ramamurthy
Sendhil Ramamurthy (Chicago, 17 mei 1974) is een Amerikaans acteur. Hij is vooral bekend door zijn rol als Indiase geneticus Mohinder Suresh in de NBC-dramaserie Heroes.

## Levensloop
Ramamurthy, die getrouwd is met actrice Olga Sosnovska, werd geboren in Chicago maar bracht zijn jeugd door in San Antonio in de staat Texas. Zijn Tamil-ouders, afkomstig uit Bangalore in India, zijn beiden arts. Zijn zuster is eveneens dokter. Ramamurthy bezocht de Tufts University voornamelijk om in de voetstappen van zijn ouders te treden. Hij besloot echter een loopbaan te volgen in de theater- en filmwereld. Hij slaagde met een bachelor's degree in geschiedenis en bezocht daarna de Webber Douglas Academy of Dramatic Art in Londen, waar hij in 1999 afstudeerde.
Ramamurthy trad op in de theaterproducties van A Servant of Two Masters in Londen's West End Theater en Indian Ink bij het Soho Repertory Theatre en East is East bij de Manhattan Theatre Club. Zijn rol in Heroes was tot dan toe zijn belangrijkste.

## Filmografie (selectie)

### Speelfilms
- In the Beginning (2000) – Adam
- Blind Dating (2006) - Arvind
- The Slammin' Salmon (2009) – Marlon Specter
- It's a Wonderful Afterlife (2010) – Raj Murthy
- Shor in the City (2011) – Abhay

### Televisieseries
- Casualty (2001) – Ron Montague
- Guiding Light (2002-2003) – Lloyd
- Heroes (2006-2010) – Mohinder Suresh
- Covert Affairs (2010-2012) – Jai Wilcox
- CSI: Miami (2012) – Raj Andari
- The Office US (2012-2013) – Ravi
- Beauty and the Beast (2013-2016) - Gabriel Lowen
- Heroes Reborn (2015-2016) - Mohinder Suresh
- Reverie (2018) - Paul Hammond
- New Amsterdam (2018) - Dr. Akash Panthaki - 7 afleveringen
- The flash (2014-2020) - Ramsey Rosso
- Never Have I Ever (2020-2022) - Mohan Vishwakumar